# Lorenzo Gritti (Grasskiläufer)
Lorenzo Gritti (* 9. Juni 1985 in Trescore Balneario, Provinz Bergamo) ist ein italienischer Grasskiläufer. Er ist dreifacher Juniorenweltmeister und Mitglied der Grasski-Nationalmannschaft des Italienischen Wintersportverbandes (FISI).

## Karriere
Nachdem er bereits mehrere Top-10-Ergebnisse bei den Juniorenweltmeisterschaften der Jahre 2002 und 2003 errungen hatte, feierte Gritti seine ersten großen Erfolge bei der Juniorenweltmeisterschaft 2004 in Rettenbach, wo er in allen Bewerben unter die besten drei kam. Im Riesenslalom gewann er vor den beiden Österreichern Peter Paukovits und Marc Zickbauer die Goldmedaille, im Super-G und in der Kombination holte er jeweils Silber und im Slalom belegte er zeitgleich mit dem Schweizer Stefan Portmann den dritten Platz. Ein Jahr später gewann er bei der Juniorenweltmeisterschaft 2005 in Nové Město na Moravě zwei Goldmedaillen im Slalom und in der Kombination sowie Bronze im Riesenslalom.
In der Allgemeinen Klasse erreichte Gritti erstmals bei der Weltmeisterschaft 2005 in Dizin mit Rang sieben im Riesenslalom einen Platz unter den schnellsten zehn. Bei der Weltmeisterschaft 2007 in Olešnice v Orlických horách war sein bestes Resultat der sechste Platz in der Super-Kombination. Zweimal in die Top 10 fuhr der Italiener bei der Weltmeisterschaft 2009 in Rettenbach. Er wurde Siebenter in der Super-Kombination und Zehnter im Slalom. An der Weltmeisterschaft 2011 nahm er nicht teil.
Im Weltcup fuhr Gritti in zahlreichen Rennen unter die schnellsten zehn. Von 2003 bis 2007 konnte er sich viermal unter den besten 15 in der Gesamtwertung platzieren. Ausnahme war das Jahr 2006, in dem der Italiener keine Rennen bestritten hatte. Sein bisher bestes Gesamtergebnis ist der zehnte Rang in der Saison 2005.

## Erfolge

### Weltmeisterschaften
- Castione della Presolana 2003: 29. Super-G
- Dizin 2005: 7. Riesenslalom, 14. Super-G, 20. Kombination, 24. Slalom
- Olešnice v Orlických horách 2007: 6. Super-Kombination, 20. Riesenslalom, 25. Super-G
- Rettenbach 2009: 7. Super-Kombination, 10. Slalom, 15. Riesenslalom, 20. Super-G

### Juniorenweltmeisterschaften
(Ergebnisse erst ab 2002 bekannt)
- Nové Město na Moravě 2002: 6. Slalom, 6. Kombination, 7. Riesenslalom, 14. Super-G
- Goldingen 2003: 4. Super-G, 6. Riesenslalom
- Rettenbach 2004: 1. Riesenslalom, 2. Super-G, 2. Kombination, 3. Slalom
- Nové Město na Moravě 2005: 1. Slalom, 1. Kombination, 3. Riesenslalom, 8. Super-G

### Weltcup
- Bestes Gesamtergebnis: 10. Gesamtrang in der Saison 2005